# Ansamblul curții boierești „Krupenski” din Feredeni
Ansamblul curții boierești „Krupenski” din Feredeni este un ansamblu de casă boierească construit în epoca modernă, anul 1790. Se află pe teritoriul satului Feredeni, comuna Deleni, în componența sa intrând și Biserica “Adormirea Maicii Domnului”.